# 隆吻海蠋魚
隆吻海蠋魚（学名：Halicampus boothae），为輻鰭魚綱棘背魚目海龍魚科的其中一種，分布於西太平洋區，包括日本、韓國、澳洲、斐濟、帛琉、新喀里多尼亞、東加、諾福克島等海域，體長可達17.5公分，棲息在珊瑚礁或岩礁區，卵胎生。

## 外部連結
- 隆吻海蠋魚的圖片